# Krzywe (Tatry)
Krzywe (słow. Krivé) –  krótki reglowy grzbiet górski w słowackich Tatrach Zachodnich, pomiędzy Doliną Jałowiecką a Doliną Żarską. Stanowi dolną część grzbietu oddzielającego Skalisty Żleb od Krzywego Żlebu. Opada od wierzchołka Zamczysko (Zámčisko, 1099 m) do Kotliny Liptowskiej, na łąkę Laniszcze (Laništé). Jest zalesiony, ale na jego południowych zboczach znajduje się nieduża Polana na Piasek będąca pozostałością dawnego pasterstwa. Południowymi podnóżami grzbietu Krzywe prowadzi szlak turystyczny – Magistrala Tatrzańska.

## Szlaki turystyczne
– Magistrala Tatrzańska (fragment): rozdroże pod Tokarnią – Przesieka – Dolina Żarska: 1:40 h, ↓ 1:30 h.

## Przypisy

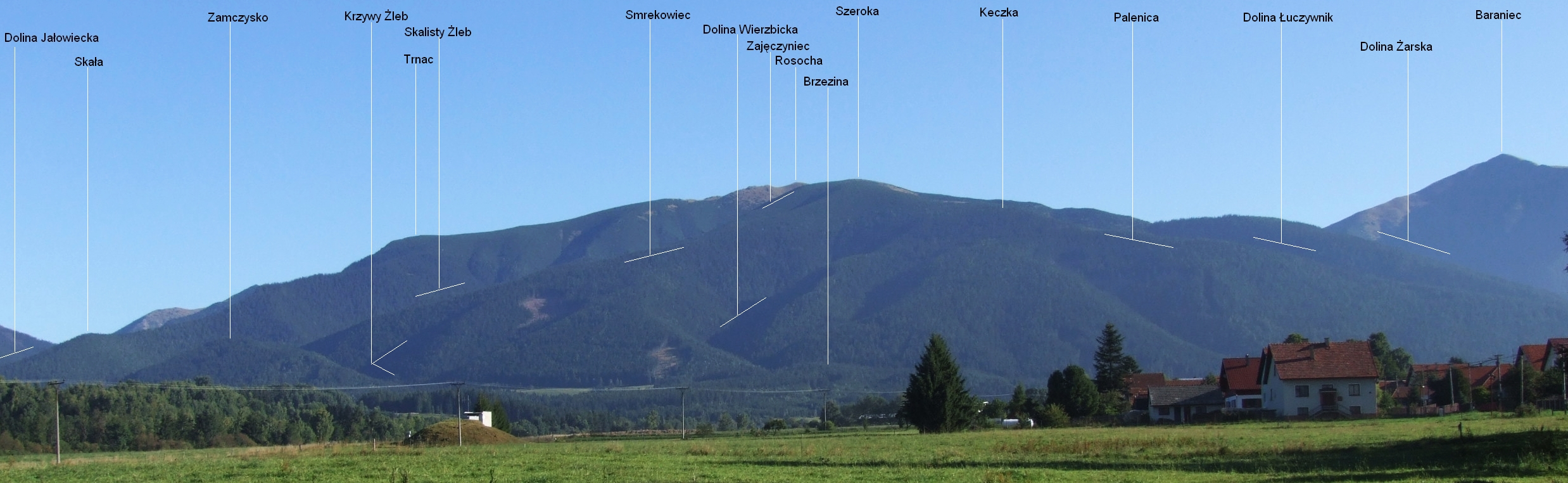
Widok z Żaru na masyw Rosochy